# WrestleMania XXX
Cet article concerne l'édition 2014 du pay-per-view WrestleMania. Pour toutes les autres éditions, voir WrestleMania.
L’édition 2014 de WrestleMania est un événement de catch (lutte professionnelle) télédiffusée et visible uniquement en paiement à la séance ainsi que gratuitement sur la chaîne de télévision française AB1. L'événement, produit par la World Wrestling Entertainment (WWE), a eu lieu le 6 avril 2014 au Mercedes-Benz Superdome à La Nouvelle-Orléans, dans l'État de Louisiane,. Il s'agit de la trentième édition de WrestleMania, pay-per-view no 1 annuel de la WWE. Le show sera le troisième pay-per-view de la WWE en 2014 et il fait partie avec le Royal Rumble, le SummerSlam et les Survivor Series du « The Big Four » à savoir « les Quatre Grands ». Ce sera la première fois que la Nouvelle-Orléans accueillera l'événement et la première fois qu'un numéro d'édition éphémère ne se fera pas au Madison Square Garden, où s'est passé WrestleMania I, WrestleMania X et WrestleMania XX. Hulk Hogan, Daniel Bryan, Bray Wyatt, Brock Lesnar, John Cena, Batista, Triple H, The Undertaker et Randy Orton sont les vedettes de l'affiche officielle (promotionnelle).
En accueillant plus de 75 000 personnes, la carte de WrestleMania XXX comprend 3 matchs dont un pre-show diffusé en direct sur différents supports. Trois Main events notables font l'objet de promotion par la WWE. D'abord, un match simple qui oppose Triple H à Daniel Bryan, avec comme enjeux une place dans le main event pour le WWE World Heavyweight Championship. Ensuite, un second main event qui oppose Brock Lesnar à The Undertaker dans un match simple. L'Undertaker essayera de conserver sa streak à WrestleMania qui s'élève jusqu'ici à 21-0. Brock Lesnar, essayera lui comme tous les autres adversaires du Phenom d'être le premier à réussir à le battre lors de WrestleMania. Enfin, le main event principal de ce WrestleMania avec un Triple Threat match pour le WWE World Heavyweight Championship opposant Randy Orton au vainqueur du Royal Rumble 2014, Batista et au vainqueur du match entre Triple H et Daniel Bryan plus tôt dans la soirée.
Ce WrestleMania marquait la fin de la série d'invincibilités de l'Undertaker qui était invaincu depuis WrestleMania VII.

## Production

### Organisation du pay-per-view

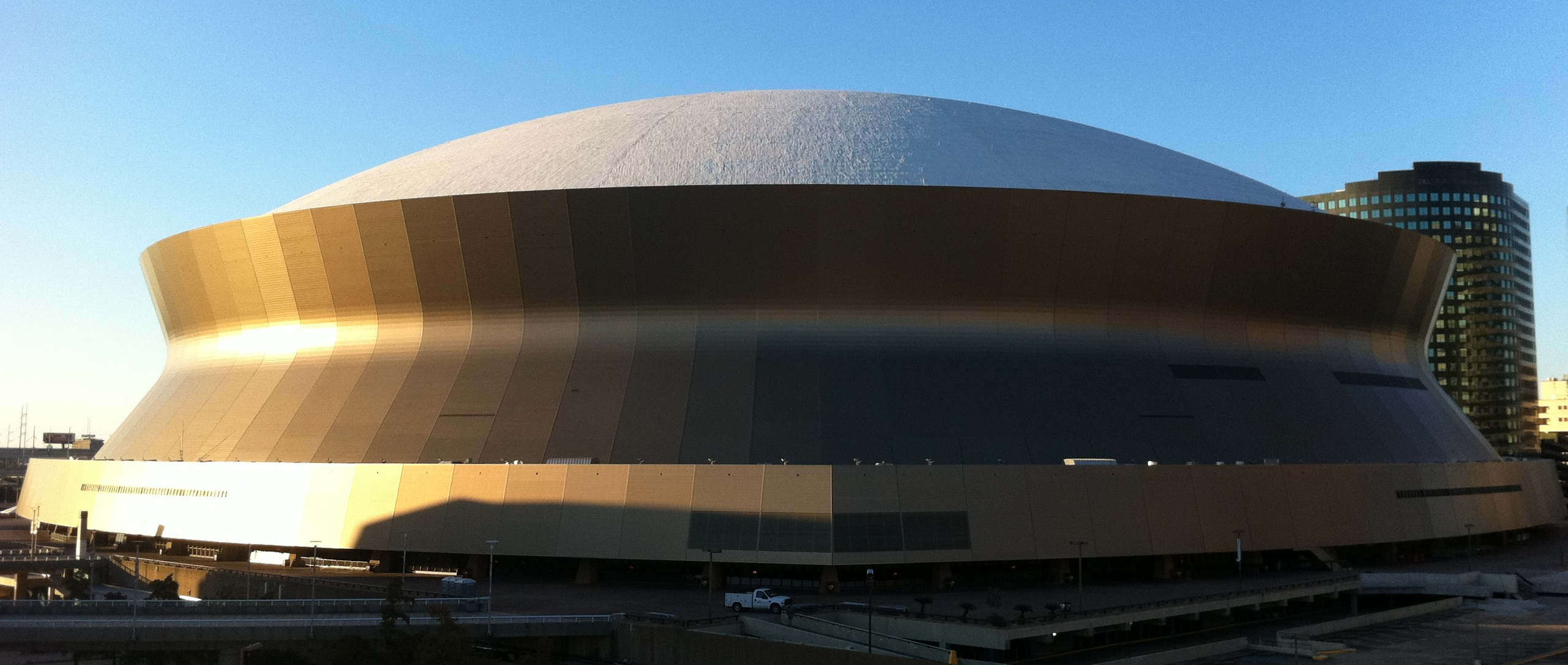
Le Mercedes-Benz Superdome qui accueilli WrestleMania 30

Alors que les rumeurs vont bon train quant au fait que la WrestleMania XXX pourrait se dérouler au Mercedes-Benz Superdome de La Nouvelle-Orléans (lieu du dernier Super Bowl XLVII), la WWE a annoncé dix salles et stades qui auraient également leurs chances d’accueillir l’édition anniversaire de The Showcase of the Immortals. Le 18 février 2013, lors du conférence avec John Cena, The Rock, Big Show et Layla, la WWE a finalement annoncé que la Nouvelle-Orléans s'est vu attribuer l'organisation de l'événement dont l'estimation du public serait d'environ 65 000 personnes. Cet évènement sera la première WrestleMania dans l'État de Louisiane.
Les dix autres salles et stades qui avaient la chance d'accueillir WrestleMania XXX étaient le Yankee Stadium, le Beijing National Stadium, le stade national de Kaohsiung, le Michigan Stadium, le stade Azadi, le Tokyo Dome, le FNB Stadium, le Notre Dame Stadium, le Wembley Stadium et le Cowboys Stadium.
Le 21 février, la WWE a annoncé officiellement que Hulk Hogan serait l'hôte de WrestleMania XXX. Il a effectué son retour lors du Raw du 24 février.
Durant cette soirée, le groupe Mark Crozer and The Rels interprétera en direct la musique d'entrée de Bray Wyatt.
Le 20 mars, la WWE a annoncé sur son site officiel que le Pre-Show de WrestleMania XXX durera 2 heures. La première heure sera diffusée sur WWE.com, la WWE App, YouTube, Facebook, Twitter, Google+ et Pheed où un panel de superstar et de légendes se réuniront pour discuter, il y aura des interviews et plus encore. Le deuxième heure sera la même que la première à la différence que celle-ci comprendra un match et qu'elle ne sera disponible que sur le WWE Network,.

### Hall of Fame

Logo du WWE Hall of Fame

Comme chaque année lors du plus grand spectacle de catch de l'année WrestleMania sûr « The Grandest Stage of Them All » (« La plus grande scène de toutes »). La World Wrestling Entertainment (WWE) honore d'anciens employés de la World Wrestling Entertainment (anciennement World Wrestling Federation) et d'autres figures qui ont contribué au catch et au divertissement sportif en général dans le WWE Hall of Fame. Cette année, 7 personnes ont été intronisées au WWE Hall of Fame 2014, 6 hommes et 1 femme (la septième à recevoir cette distinction). 6 d'entre eux sont des catcheurs, le dernier étant un manager.
| # | Introduit (Véritable nom)                      | Par                                       | Notes | Réf.   |
| - | ---------------------------------------------- | ----------------------------------------- | --- | ------ |
| 1 | The Ultimate Warrior (James Hellwig)           | Linda McMahon                             | 1 fois WWE Champion et 2 fois WWE Intercontinental Champion. | ,      |
| 2 | Jake "The Snake" Roberts (Aurelian Smith, Jr.) | DDP                                       | Décrit comme l'inventeur du DDT et il a gagné plusieurs championnats régionaux. | ,      |
| 3 | Lita (Amy Dumas)                               | Trish Stratus                             | 4 fois WWF/E Women's Champion. | ,      |
| 4 | Paul Bearer (William Alvin Moody)              | Kane et Undertaker                        | Connu comme étant le manager de l'Undertaker avec sa célèbre urne, puis de Kane à la World Wrestling Federation/Entertainment durant les années 1990. Il a fait son retour dans ces rôles dans les années 2000. William Alvin Moody est mort le 5 mars 2013. | [ 19 ] |
| 5 | Carlos Colón (Carlos Edwin Colón González)     | Edwin Colón, Orlando Colón et Carly Colón | Promoteur de la World Wrestling Council (WWC). 26 fois WWC Universal Heavyweight Champion. | [ 20 ] |
| 6 | Mr. T (Laurence Tureaud)                       | Gene Okerlund                             | Vedettes principales des deux premiers WrestleMania. Il est apparu et a lutté à la WCW. | [ 21 ] |
| 7 | Razor Ramon (Scott Hall)                       | Diesel                                    | 1er à avoir remporté 4 fois le Championnat Intercontinental, 2 fois WCW United States Champion, 7 fois WCW World Tag Team Champion et 1 fois WCW World Television Champion                                                                                   | [ 22 ] |

## Contexte
Les spectacles de la WWE en paiement à la séance sont constitués de matchs aux résultats prédéterminés par les scénaristes de la WWE. Ces rencontres sont justifiées par des storylines — une rivalité avec un catcheur, la plupart du temps — ou par des qualifications survenues dans les émissions de la WWE telles que Raw, SmackDown, Superstars et Main Event. Tous les catcheurs possèdent une gimmick, c'est-à-dire qu'ils incarnent un personnage gentil ou méchant, qui évolue au fil des rencontres. Un pay-per-view comme WrestleMania est donc un événement tournant pour les différentes storylines en cours.

### Randy Orton contre Batista

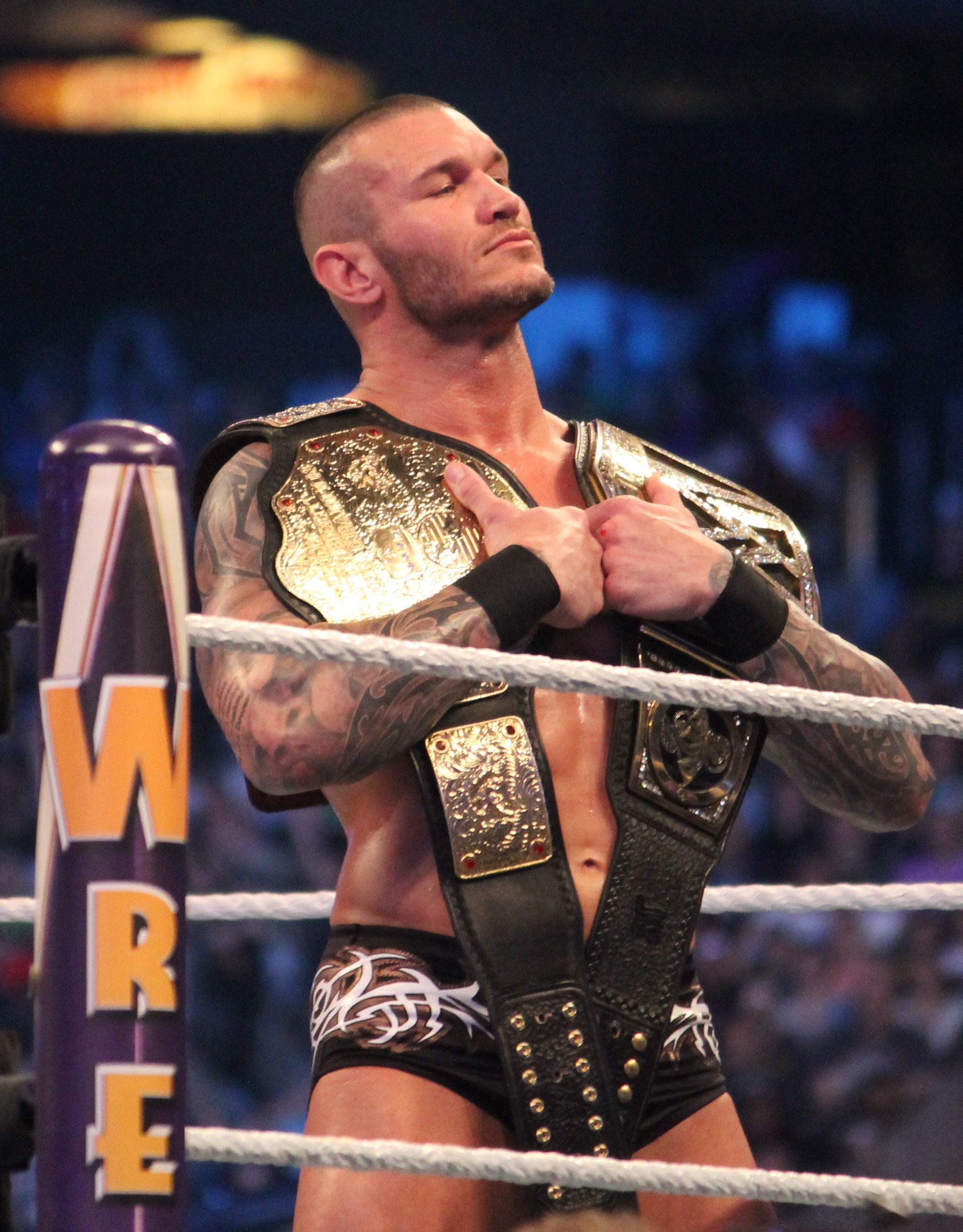
Randy Orton avec ses titres

Lors du Raw du 20 janvier, Batista fait son grand retour à la WWE après 4 ans d'absence. Il est aussi annoncé que Batista participera au 30-Superstar Royal Rumble match lors du Royal Rumble. Lors du Royal Rumble, Batista rentre en vingt-huitième position et gagne le match en éliminant en dernier Roman Reigns. En gagnant ce match, il obtient un match pour le WWE World Heavyweight Championship à WrestleMania XXX. Lors d’Elimination Chamber, Randy Orton conserve son WWE World Heavyweight Championship dans un Elimination Chamber match en éliminant en dernier Daniel Bryan à la suite d'une intervention de Kane qui s'est vengé de l'attaque de Bryan sur lui quelques minutes plutôt dans le match. En remportant le match Orton confirme sa place dans le main-event de WrestleMania contre Batista. Lors du Raw du 17 mars, Triple H annonce que s'il bat Daniel Bryan plus tôt dans la soirée, il fera partie du match. Dans le cas contraire, Bryan y participera.

### The Undertaker contre Brock Lesnar

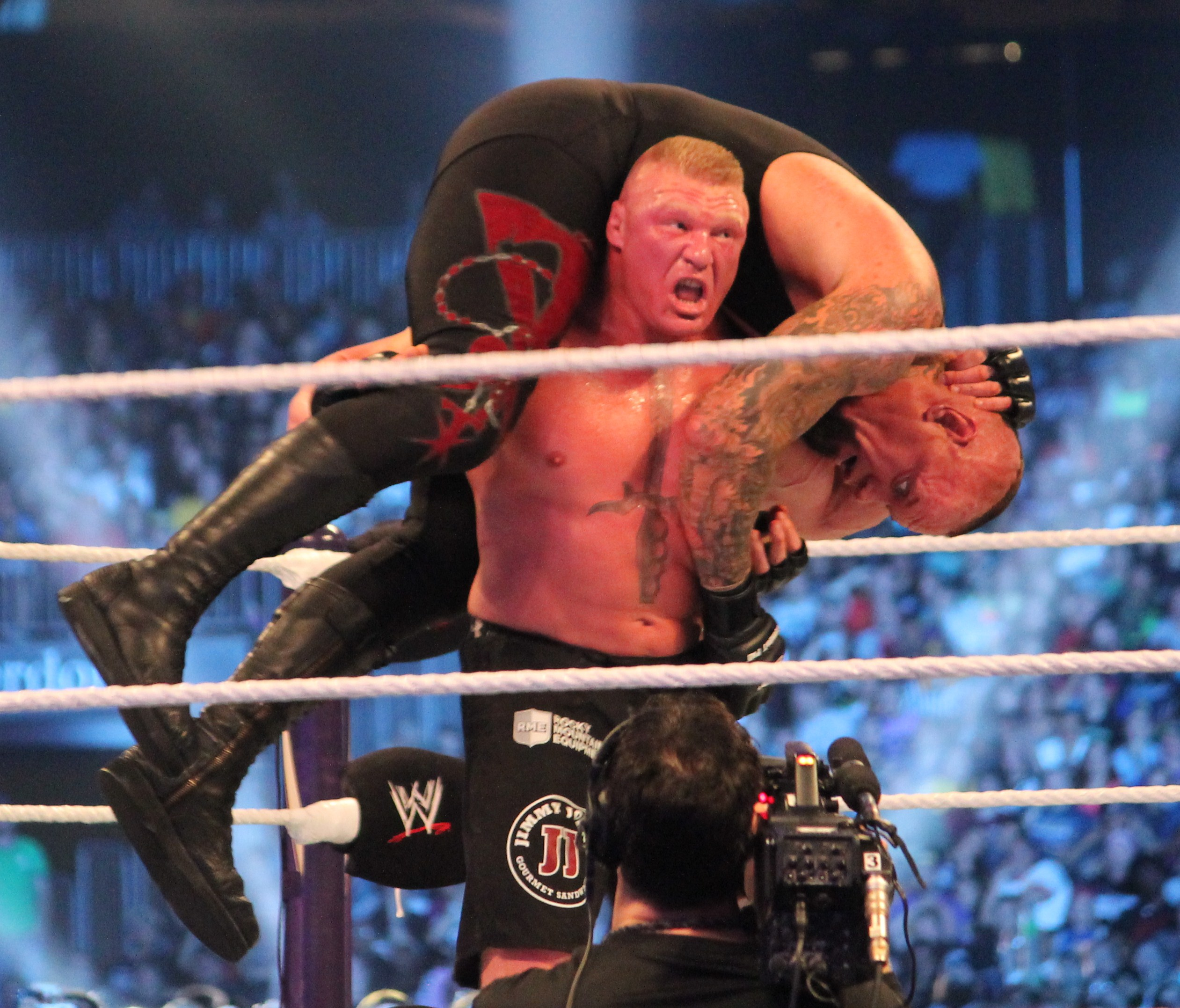
Brock Lesnar effectuant le F5 sur l'Undertaker

Le 24 février à Raw, Brock Lesnar et Paul Heyman ont demandé un match de championnat pour le Championnat du Monde Poids-Lourd de la WWE. Heyman, son avocat dit que son client veut entrer dans l'histoire de la compagnie mais Triple H et Stephanie McMahon lui refusent cette occasion. Le 24 février à Raw, Heyman propose donc à quiconque souhaitant affronter The Beast à WrestleMania de venir signer un contrat pour un match. À ce moment-là l'Undertaker a fait son retour. Lesnar signe le contrat et le Deadman plante le stylo dans la main de son futur adversaire avant de lui porter un Chokeslam.

### André The Giant Memorial Battle Royal
Le 10 mars à Raw, Hulk Hogan a annoncé que pour fêter, à la fois, les 30 ans de WrestleMania et rendre hommage à un de ses plus célèbres rivaux, André The Giant une bataille royale opposant 30 superstars aura lieu à WrestleMania XXX et le vainqueur se verra remettre l'André the Giant Memorial Trophy.

### Daniel Bryan contre Triple H

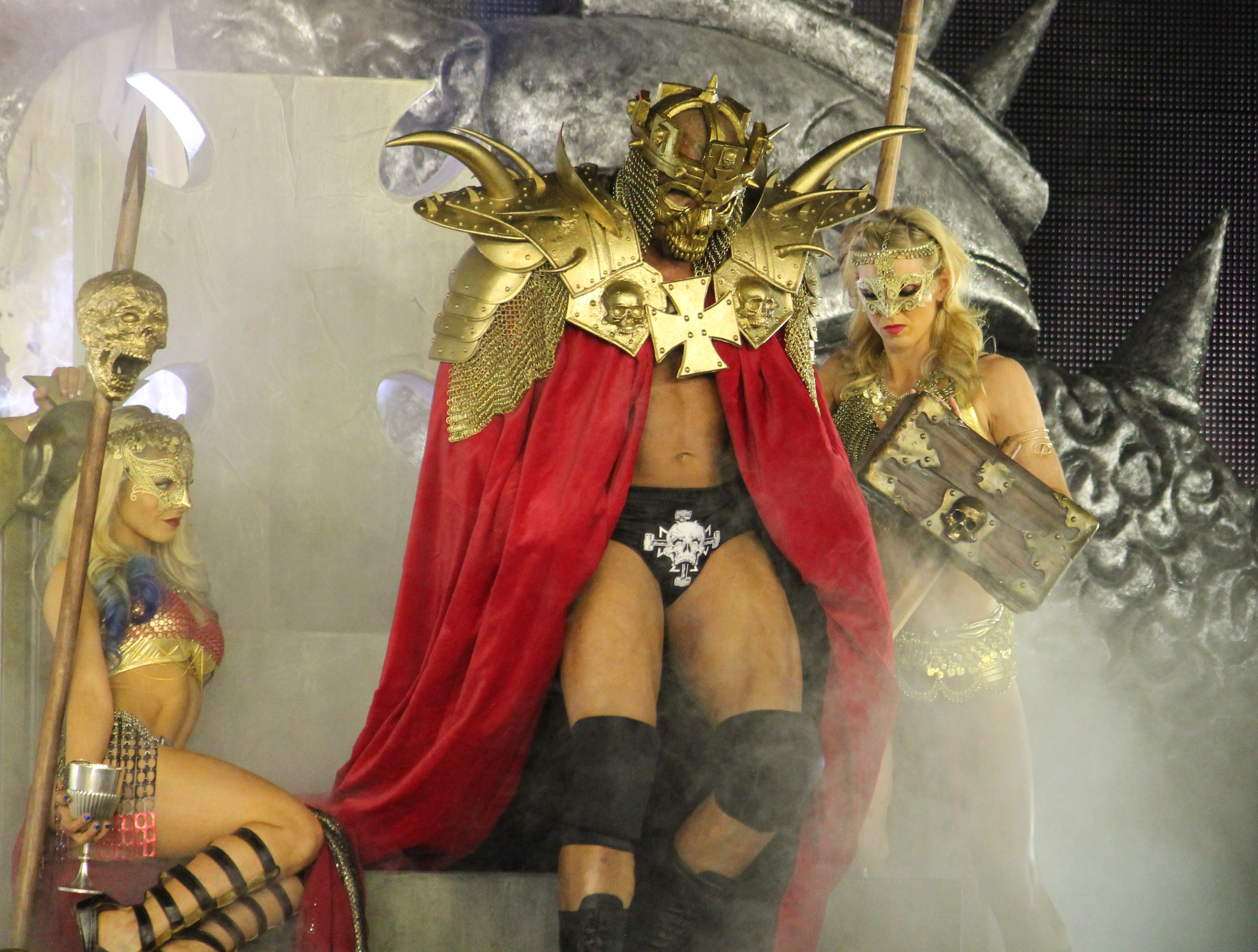
Triple H effectuant son entrée contre Daniel Bryan

Lors du Raw du 24 février, Daniel Bryan défie Triple H pour un match lors de WrestleMania en raison de l'injuste attaque de Kane, la veille, lors d'Elimination Chamber. Triple H ne prendra pas cette proposition au sérieux. La semaine suivante, toujours lors de Raw, Bryan annonce qu'il ne quittera pas le ring tant que Triple H n’acceptera pas son défi. Ce dernier arrive et déclare que Bryan n'est pas un assez bon niveau pour l'affronter. Il envoie Kane attaquer Bryan, la sécurité devra les séparer. Lors du Raw du 10 mars, Stephanie McMahon annonce qu'elle désire des excuses de la part de Bryan. Plus tard dans la soirée, celui-ci occupera le ring avec ses propres fans et annonce qu'il ne bougera tant que son défi ne sera pas accepter. Triple H accepte l'ultimatum. De plus, si Bryan le bat, il sera directement dans le Main Event de la soirée. La semaine suivante, Bryan se fera menotter par de faux policiers envoyé par Triple H et se fera passer à tabac par ce dernier. Plutôt dans la soirée, Triple H annonce que s'il remporte le match, il participera au Main Event.

### John Cena contre Bray Wyatt

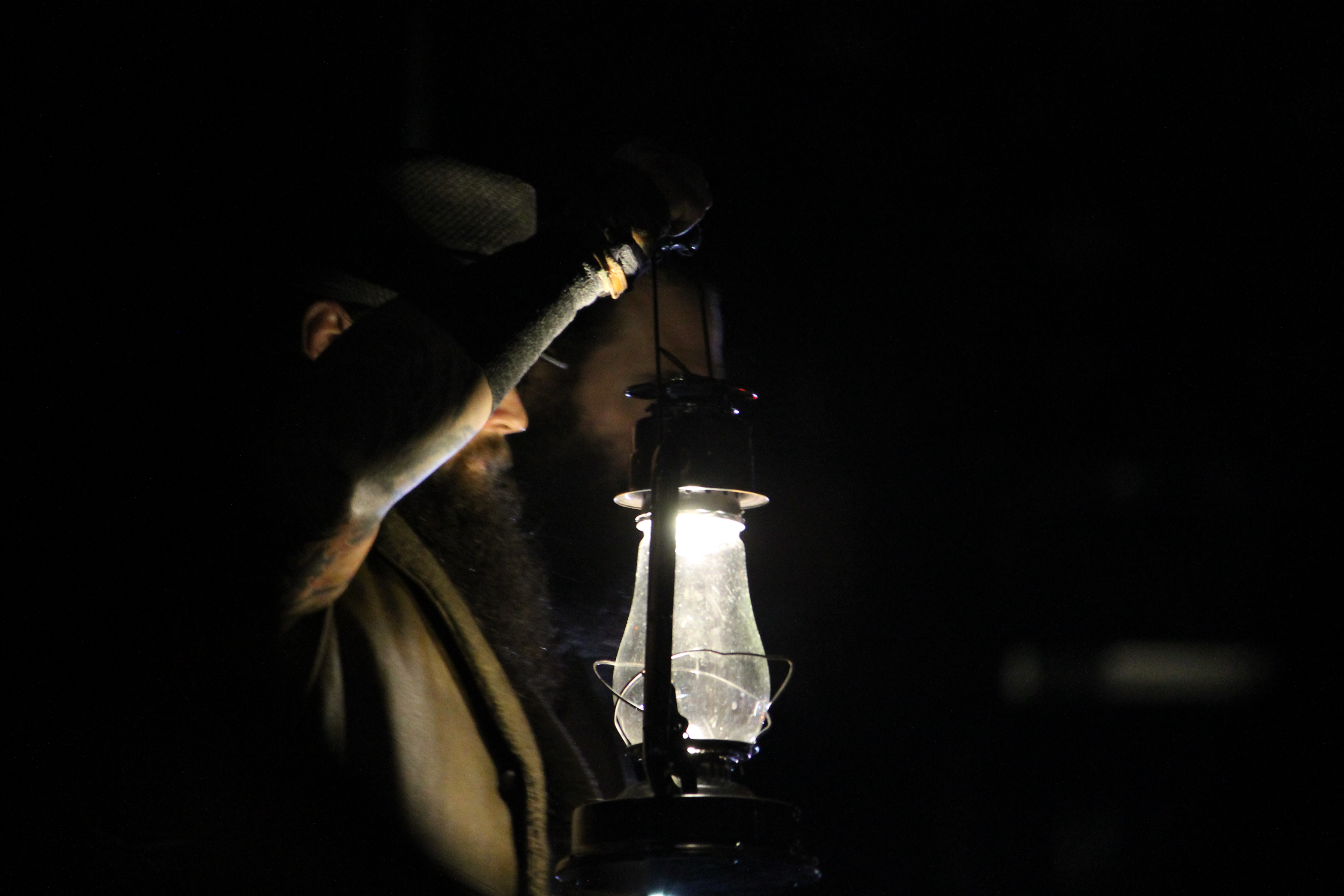
Bray Wyatt effectuant son entrée

Lors du Royal Rumble, la Wyatt Family permet à Randy Orton de conserver ses titres en distrayant John Cena, après le match, la Wyatt Family attaquent Cena.Lors d'Elimination Chamber, John Cena perd l'occasion de remporter le WWE World Heavyweight Championship à cause de l’intervention de la Wyatt Family qui l'ont attaqué. Lors du RAW du 24 février, John Cena se fera attaquer une nouvelle fois par la Wyatt Family. Lors du RAW du 10 mars, Cena défie Bray Wyatt pour un match lors de WrestleMania. Le soir même, Cena affrontera Erick Rowan et le match sera officialisé. La rivalité entre les deux hommes continuera sous la forme de diverses promos et attaques lors des semaines suivantes.

### Vickie Guerrero Invitational Match
Lors du Raw du 24 mars, Naomi bat la Championne des Divas, AJ Lee, par décompte extérieur. Juste après le match, Vickie Guerrero annonce qu'à la suite de commentaires déplacés et inappropriés mentionnés par Lee à son égard, Lee défendra son titre dans le tout premier Vickie Guerrero Invitational, match qui l'oppose à toute la division féminine de la WWE, soit Naomi, Cameron, Brie Bella, Nikki Bella, Natalya, Eva Marie, Emma, Aksana, Alicia Fox, Summer Rae, Rosa Mendes, Layla et Tamina Snuka. C'est d'ailleurs la première fois de l'histoire de la WWE que le Championnat des Divas sera défendu à WrestleMania.

### The Shield contre Kane et The New Age Outlaws
Lors du SmackDown du 14 mars, Le Big Show bat Kane. Lors du RAW du 17 mars, Kane reprochera à The Shield de ne pas l'avoir aidé lors de son match à SmackDown. Plus tard dans la soirée, Kane demandera au Shield de l'aider à attaquer Jerry Lawler mais l'équipe se retournera contre lui. Plus tard dans la semaine, lors de SmackDown, The Shield se feront attaquer durant leur match par Kane et the New Age Outlaws. Lors du prochain RAW, Kane confirmera le match entre les 6 hommes.

### The Usos contre Los Matadores contre The Real Americans contre Rybaxel
Lors du Raw du 3 mars, The Usos gagnent le titre par équipes pour la première fois de leur carrière. Le 25 mars, WWE.com confirme que The Usos défendront leur titre par équipes contre Los Matadores, The Real Americans et Ryback et Curtis Axel.

## Tableau des matchs
| Pre- Show                                                          | The Usos (Jimmy et Jey Uso) (c) battent, The Real Americans (Cesaro et Jack Swagger), Rybaxel (Ryback et Curtis Axel) et Los Matadores (Diego et Fernando)          | Fatal 4-Way Elimination Tag Team match pour le WWE Tag Team Championship                                        | 16:13 |
| 1                                                                  | Daniel Bryan bat Triple H (avec Stephanie McMahon) | Match simple pour intégrer le Triple Threat match pour le WWE World Heavyweight Championship dans le main event | 25:58 |
| 2                                                                  | The Shield (Dean Ambrose, Seth Rollins et Roman Reigns) battent Kane et The New Age Outlaws (Road Dogg et Billy Gunn)                                               | Six-Man Tag Team match                                                                                          | 02:56 |
| 3                                                                  | Cesaro gagne le André The Giant Memorial Battle Royal en éliminant en dernier Big Show                                                                              | 30-Man Battle Royal pour le André The Giant Memorial Trophy                                                     | 13:25 |
| 4                                                                  | John Cena bat Bray Wyatt (avec Luke Harper et Erick Rowan) | Match simple | 22:25 |
| 5                                                                  | Brock Lesnar (avec Paul Heyman) bat The Undertaker | Match simple - Première défaite de l'Undertaker à WrestleMania pour un score de 21 victoires et 1 défaite.      | 25:12 |
| 6                                                                  | AJ Lee (c) bat Aksana, Alicia Fox, Brie Bella, Cameron, Emma, Eva Marie, Layla, Naomi, Natalya, Nikki Bella, Rosa Mendes, Summer Rae et Tamina Snuka par soumission | Vickie Guerrero Battle Royal WWE Divas Championship single-fall match pour le WWE Divas Championship            | 06:48 |
| 7                                                                  | Daniel Bryan bat Batista et Randy Orton (c) | Triple Threat match pour le WWE World Heavyweight Championship                                                  | 23:20 |
| (c) – désigne le(s) champion(s) défendant leur titre dans un match | | |       |

1. ↑  Les 27 participants annoncés sont: Alberto Del Rio, Big E, Big Show, Brad Maddox, Brodus Clay, Christian, Cody Rhodes, Damien Sandow, Darren Young, Dolph Ziggler, Fandango, Drew McIntyre, Goldust, The Great Khali, Heath Slater, Jinder Mahal, Justin Gabriel, Kofi Kingston, Mark Henry, The Miz, Rey Mysterio, Sheamus, R-Truth, Santino Marella, Sin Cara, Titus O'Neil, Yoshi Tatsu et Zack Ryder.